# Jatropha campestris
Jatropha campestris är en törelväxtart som beskrevs av Spencer Le Marchant Moore. Jatropha campestris ingår i släktet Jatropha och familjen törelväxter. Inga underarter finns listade i Catalogue of Life.

## Bildgalleri

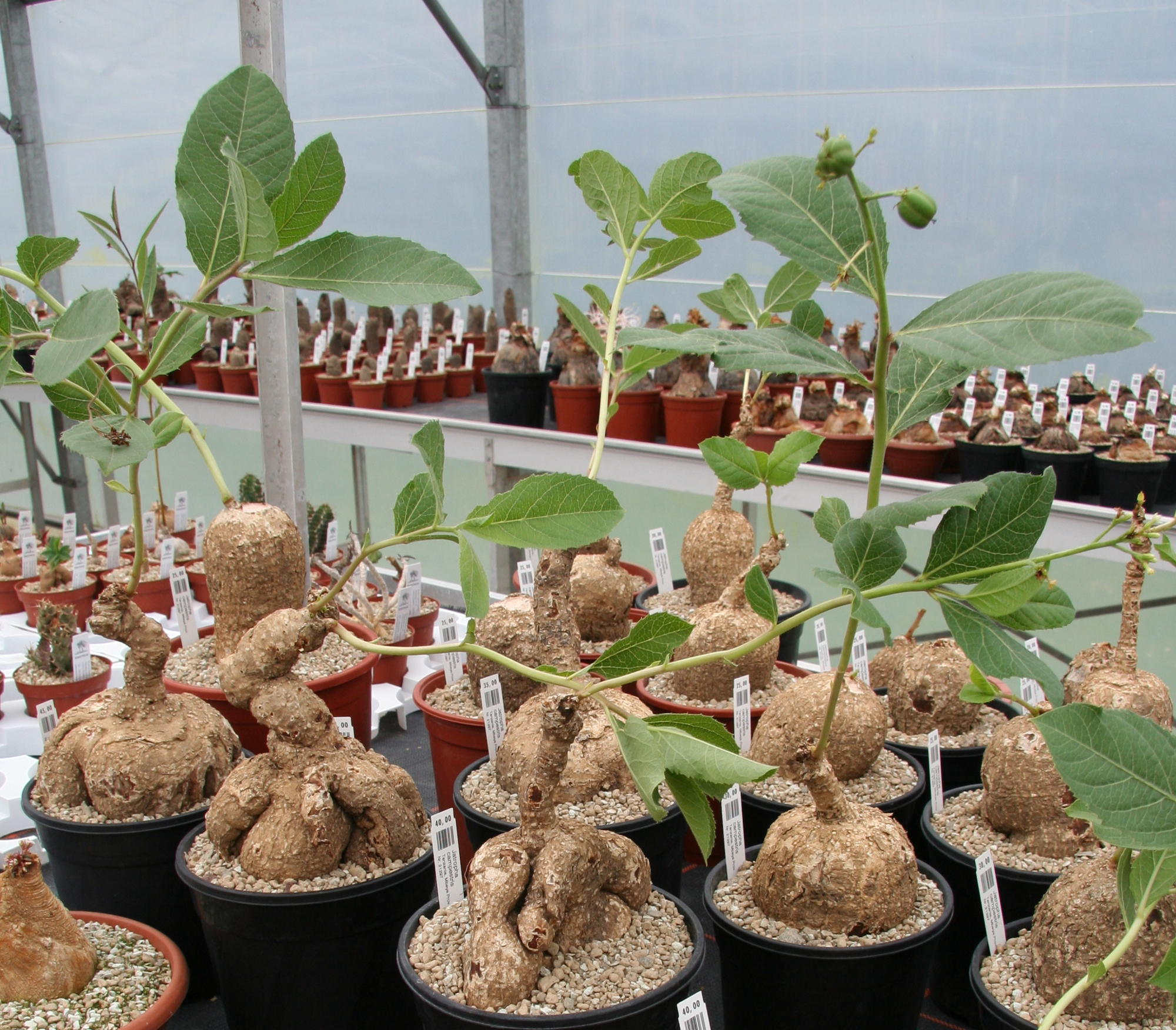